# لاورلس (تگزاس)
لاورلس (به انگلیسی: Laureles) یک منطقهٔ مسکونی در ایالات متحده آمریکا است که در شهرستان کمرون، تگزاس واقع شده‌است. لاورلس ۱۲٫۶ کیلومتر مربع مساحت و ۳٬۶۹۲ نفر جمعیت دارد و ۶ متر بالاتر از سطح دریا واقع شده‌است.